# Region Rhein-Neckar
Region Rhein-Neckar – region w Niemczech, w kraju związkowym Badenia-Wirtembergia, w rejencji Karlsruhe. Siedzibą regionu jest miasto Mannheim. Region jest częścią regionu metropolitarnego Rhein-Neckar (Metropolregion Rhein-Neckar) który poza Badenią-Wirtembergią zajmuje również część Nadrenii-Palatynatu (sześć miast na prawach powiatu i cztery powiaty) oraz Hesji (jeden powiat). Region metropolitarny liczy 5 637,78 km² i zamieszkiwany jest przez ok. 2,4 milionów ludzi (31 grudnia 2022).

## Podział administracyjny
W skład regionu Rhein-Neckar wchodzą:
- dwa miasta na prawach powiatu (Stadtkreis)
- dwa powiaty ziemskie (Landkreis)

Miasta na prawach powiatu:
| Lp. | Nazwa miasta | Ludność (31 grudnia 2022) | Powierzchnia km² |
| --- | ------------ | ------------------------- | ---------------- |
| 1   | Heidelberg   | 162.273                   | 108,83           |
| 2   | Mannheim     | 315.554                   | 144,97           |

Powiaty ziemskie:
| Lp. | Nazwa powiatu   | Ludność (31 grudnia 2022) | Powierzchnia km² | Liczba gmin |
| --- | --------------- | ------------------------- | ---------------- | ----------- |
| 1   | Neckar-Odenwald | 145.493                   | 1.125,95         | 27          |
| 2   | Rhein-Neckar    | 555.352                   | 1.061,54         | 54          |

## Zobacz też

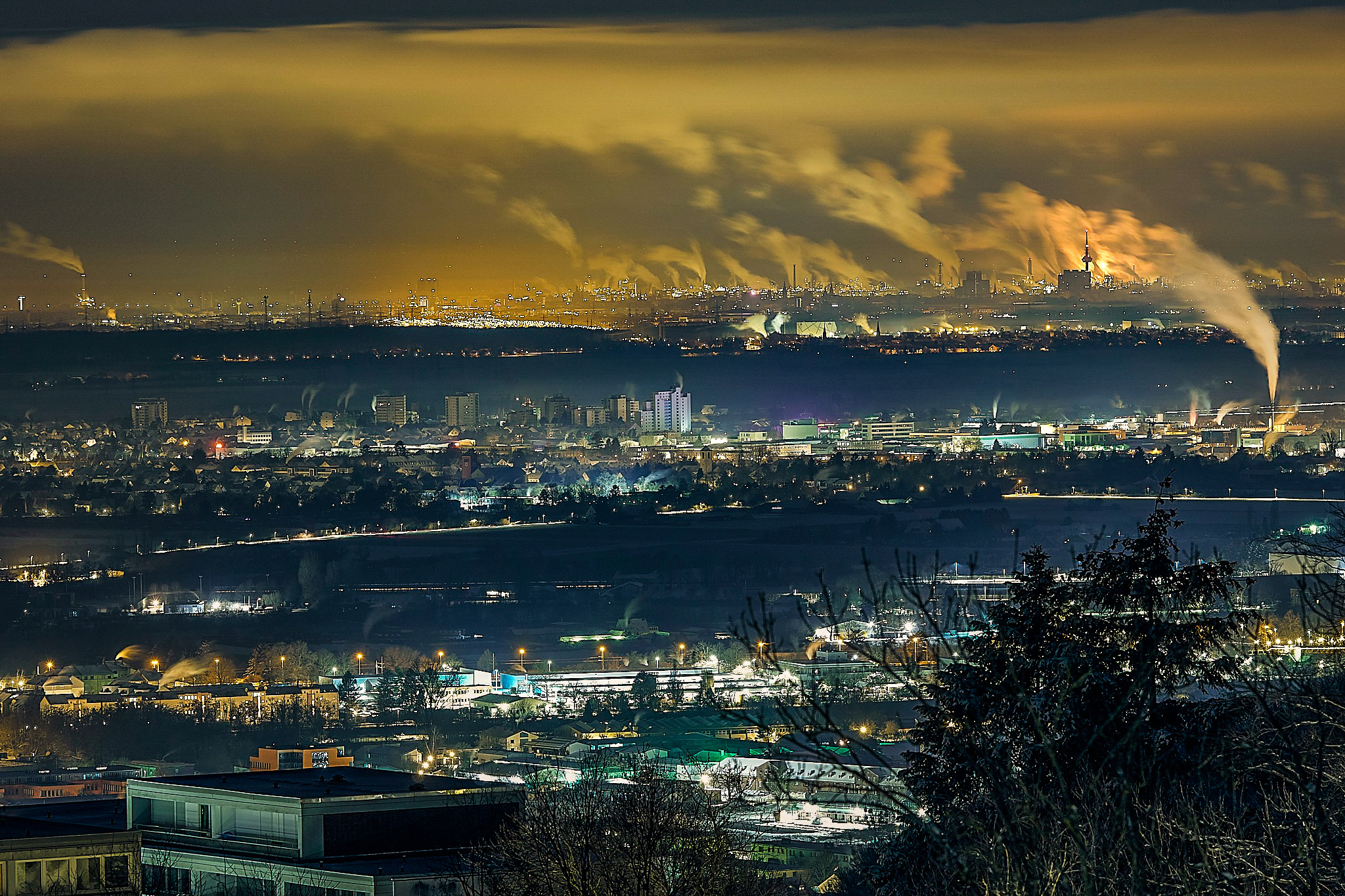
Heidelberg, Mannheim i Ludwigshafen w regionie metropolitalnym Ren-Neckar